# Google Nest
Google Nest (wcześniej Nest Labs Inc.) – producent programowalnej, samouczącej się, sterowanej czujnikami automatyki domowej, termostatów obsługujących wi-fi, czujniki dymu i innych systemów zabezpieczeń. W 2011 r. jako pierwszy produkt wprowadzono termostat Nest Learning. W październiku 2013 r. wprowadzono wykrywacz dymu i tlenku węgla Nest Protect. Po przejęciu Dropcam w czerwcu 2015 r. wprowadzono na rynek firmę Nest Cam. W lipcu 2016 r. został wydany Nest Cam Outdoor.
Współzałożony przez byłych inżynierów Apple, Tony’ego Fadella i Matta Rogersa w 2010 roku startup szybko urósł do końca 2012 roku zatrudniając ponad 130 pracowników. Firma Alphabet Inc. (Google) przejęła spółkę Nest Labs w styczniu 2014 r. za kwotę 3,2 mld USD, która zatrudniała wówczas 280 pracowników, Identyfikacja marki Nest była kontynuowana. W listopadzie 2015 r. firma Google Nest wzrosła do ponad 1100 pracowników, a nowe centrum inżynieryjne zostało umieszczone w Seattle.
Od listopada 2016 r. Nest współpracuje z Google

## Historia
Firma Nest Labs została założona w 2010 roku przez byłych inżynierów Apple Tony’ego Fadella i Matta Rogersa. Pomysł pojawił się, gdy Fadell zbudował dom wypoczynkowy i uznał, że wszystkie dostępne termostaty na rynku są niewystarczające, co zmotywowało go do wprowadzenia czegoś lepszego na rynek. Wczesnymi inwestorami Nest Labs byli Shasta Ventures i KPCB. 13 stycznia 2014 r. firma Google ogłosiła plany nabycia Nest Labs za 3,2 miliarda dolarów w gotówce. Firma Google zakończyła przejęcie następnego dnia, 14 stycznia 2014 r.
W czerwcu 2014 r. ogłoszono, że Nest kupi aparat fotograficzny Dropcam za 555 milionów dolarów. Po zakupie Dropcam został ściśle zintegrowany z innymi produktami Nest; jeśli uruchomiony zostaje alarm Protect, kamera Dropcam może automatycznie rozpocząć nagrywanie. Termostat może też użyć Dropcam do wykrywania ruchu.
We wrześniu 2014 roku Nest Thermostat i Nest Protect pojawiły się w Belgii, Francji, Irlandii i Holandii. Początkowo były sprzedawane w około 400 sklepach detalicznych w całej Europie, a kolejne 150 sklepów miało zostać dodanych do końca roku. W czerwcu 2015 r. ogłoszono nowy Nest Cam, zastępujący Dropcam, wraz z drugą generacją Nest Protect.
W sierpniu 2015 r. firma Google ogłosiła plany podziału Nest Labs z Google Inc. i połączenia się jedynie spółką matką Alphabet Inc. w ramach restrukturyzacji przedsiębiorstwa. Restrukturyzacja sprawiła, że Tony Fadella, CEO Nesta, ogłosił na blogu w czerwcu 2016 roku, że opuszcza firmę, którą założył wraz z Mattem Rogersem i przejmuje rolę doradczą. Skończyło się to miesiącami plotek o wymagającej kulturze korporacyjnej Nest pod przywództwem Fadella i niezadowolenia byłego dyrektora zarządzającego Dropcamem, Grega Duffy’ego, który otwarcie żałował, że sprzedał swoją spółkę firmie Nest. W czerwcu 2016 r. transakcja Nest została opisana przez prasę jako „klęska” Google.
Problemy Nest w 2016 r. wynikały w dużej mierze z ograniczonego rynku. Według Franka Gilleta z Forrester Research, tylko 6% amerykańskich gospodarstw domowych posiada podłączone do internetu urządzenia, takie jak urządzenia, systemy monitorowania domowego, głośniki czy oświetlenie. Przewidywał również, że odsetek ten wzrośnie do 15% do 2021 r. Ponadto 72% respondentów zapytanych w 2016 r. przez PricewaterhouseCoopers nie przewidziało zastosowania technologii smart-home w ciągu najbliższych dwóch lub pięciu lat.

## Produkty

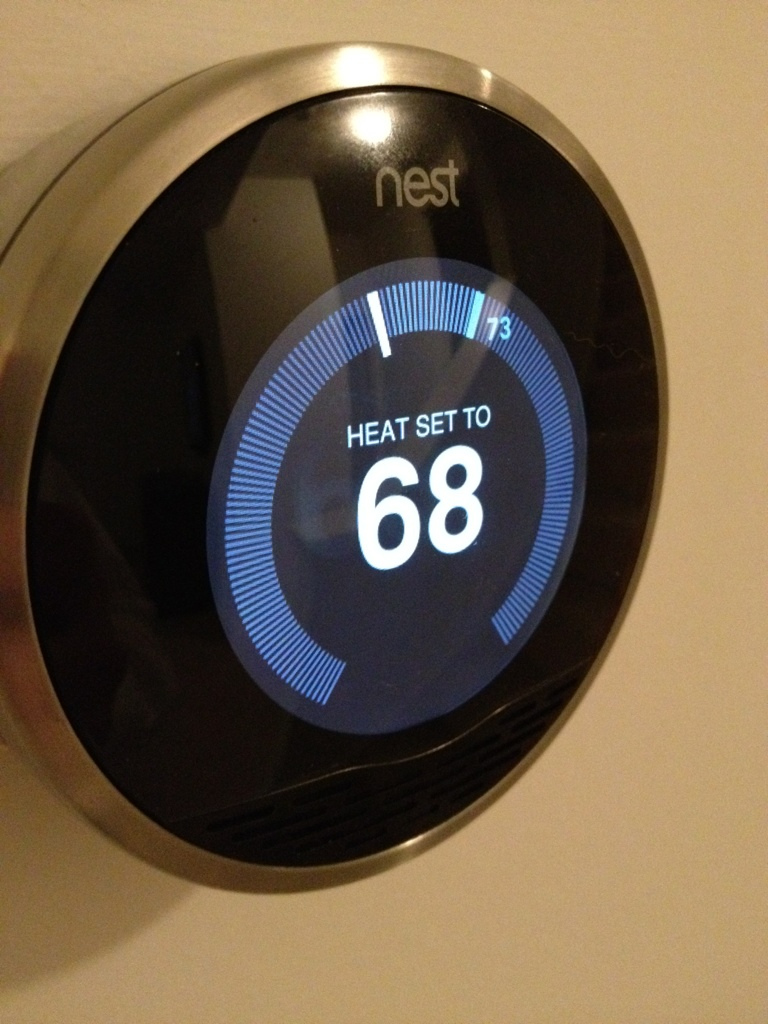
Nest Thermostat

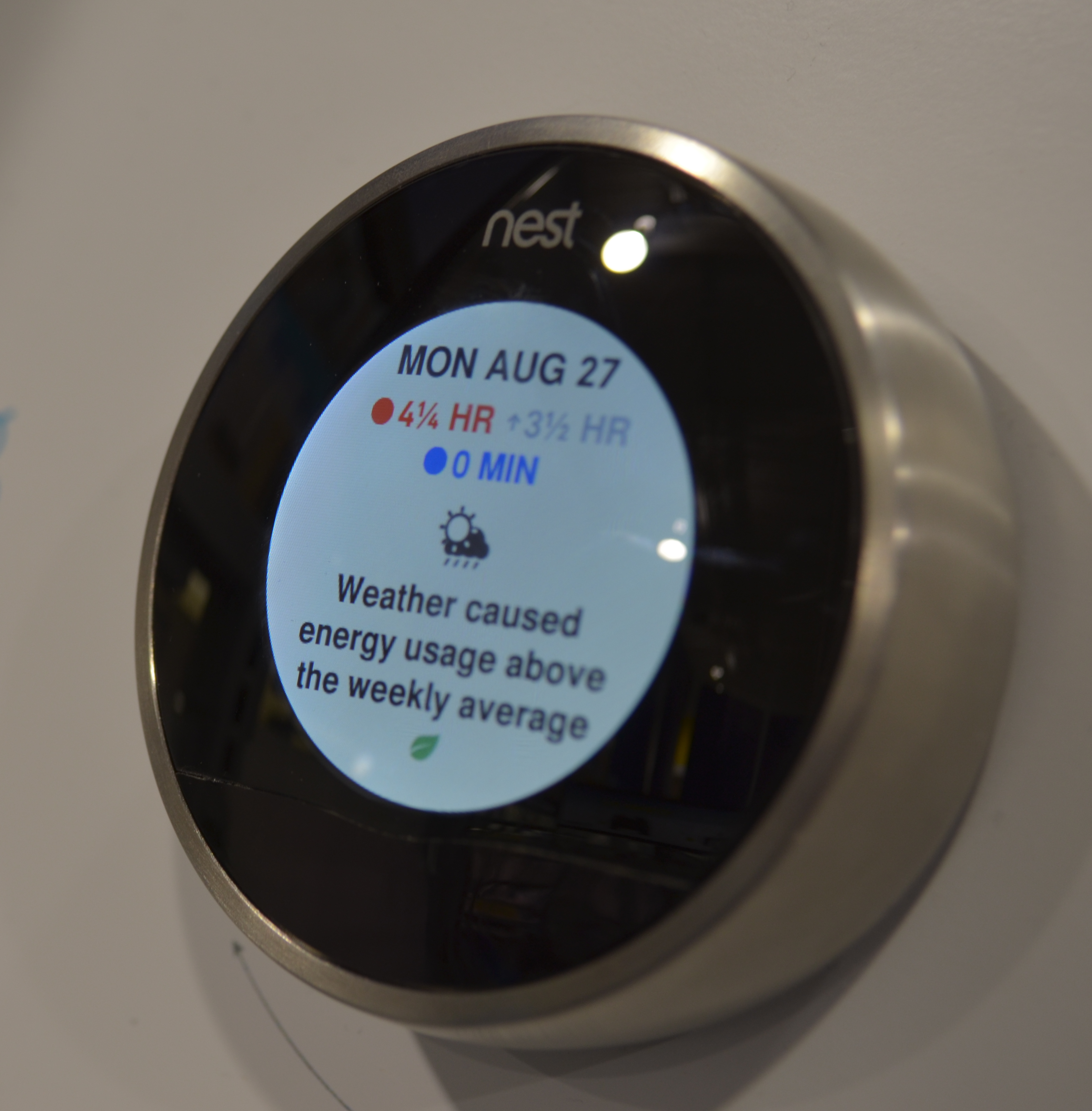
Nest Learning Thermostat pokazuje wpływ pogody na zużycie energii

### Nest Learning Thermostat
Termostat Nest Learning to elektroniczny, programowalny i samouczący się termostat wi-fi, który optymalizuje ogrzewanie i chłodzenie budynków w celu oszczędzania energii. Opiera się na algorytmie uczenia maszynowego: przez pierwsze tygodnie użytkownicy muszą regulować termostat w celu dostarczenia zestawu danych referencyjnych. Nest może następnie zapoznać się z harmonogramem osób, do jakiej temperatury są przyzwyczajeni i kiedy. Dzięki wbudowanym czujnikom i lokalizacjom telefonów może on przechodzić w tryb oszczędzania energii, gdy nikogo nie ma w domu.
| Generacja | Data wydania         |
| --------- | -------------------- |
| 1.        | 25 października 2011 |
| 2.        | 2 października 2012  |
| 3.        | 1 września 2015      |

Nest Thermostat zbudowany jest wokół systemu operacyjnego, który umożliwia interakcję poprzez przekręcanie i klikanie pokrętła sterującego, które umożliwia wyświetlanie menu opcji do przełączania z ogrzewania na chłodzenie, dostęp do ustawień urządzenia, historii zużycia energii i harmonogramowania. Użytkownicy mogą kontrolować Nest bez użycia ekranu dotykowego lub innego urządzenia wejściowego. Ponieważ termostat jest połączony z Internetem, firma może przesyłać aktualizacje w celu naprawienia błędów, poprawy wydajności i dodania dodatkowych funkcji. Aby aktualizacje wystąpiły automatycznie, termostat musi być podłączony do sieci wi-fi, a akumulator musi mieć co najmniej 3,7 V, w celu uzyskania wystarczającej ilości energii do pobrania i zainstalowania aktualizacji.
Sam system operacyjny oparty jest na Linuksie 2.6.37 i wielu innych wolnych komponentach. Aby zapewnić zgodność z warunkami licencji GPLv3, w ramach której niektóre składniki są dostępne, Nest Labs dostarcza również specjalny obraz oprogramowania, który umożliwia odblokowanie systemu, dzięki czemu może odbierać niezapisane obrazy firmware.

Nest jest obecnie dostępny na sprzedaż w Stanach Zjednoczonych, Kanadzie, Meksyku, Wielkiej Brytanii, Belgii, Francji, Irlandii, Holandii, Niemczech, Austrii, Włoszech i Hiszpanii. Jest on jednak kompatybilny z wieloma systemami automatyki ogrzewania i chłodzenia w innych krajach. Nest Labs przeprowadził ankietę wśród istniejących użytkowników używających produktów poza oficjalnie dostępnymi terenami. Użycie termostatu poza Stanami Zjednoczonymi i Kanadą skomplikuje czas ustawiania oprogramowania i innych funkcji na podstawie kodu pocztowego. Dla użytkowników międzynarodowych oznacza to, że muszą wyłączyć wi-fi w celu prawidłowego ustawienia czasu lub skorzystać z najbliższego kodu pocztowego w USA, co może spowodować nieprawidłowe działanie, ponieważ termostat powoduje nieprawidłowe założenia dotyczące braku aktywności (ze snem lub byciem poza domem).

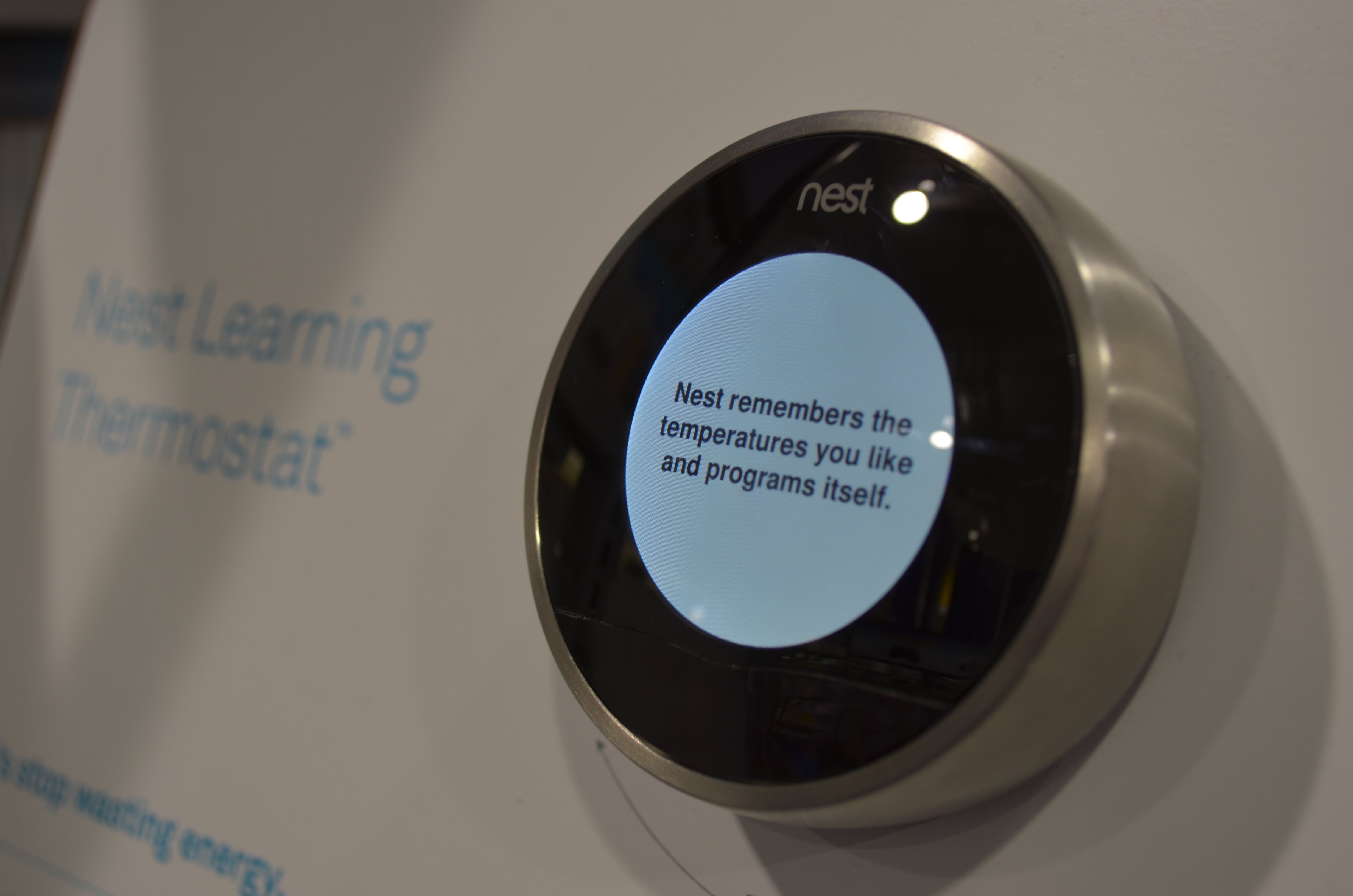
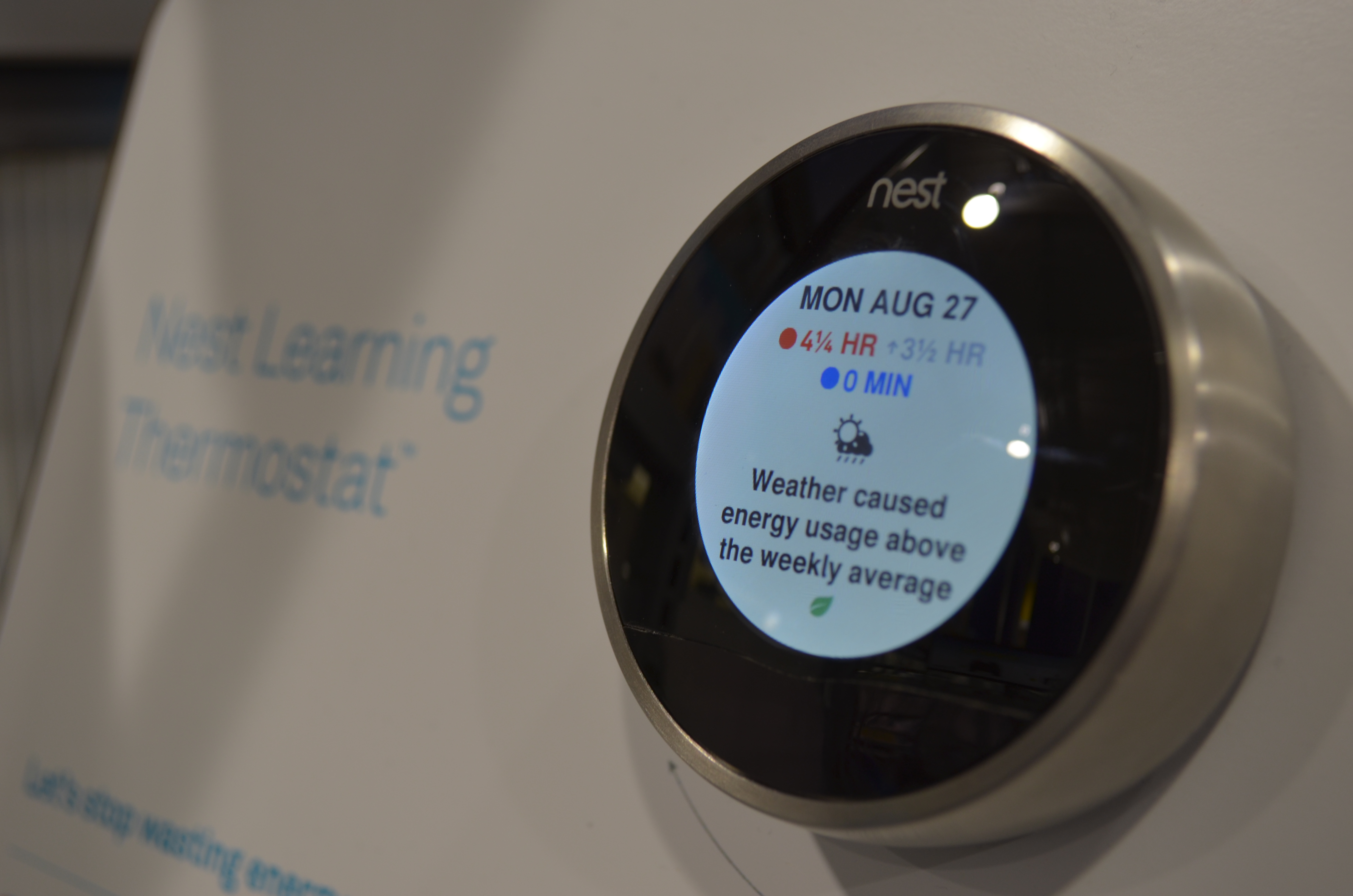
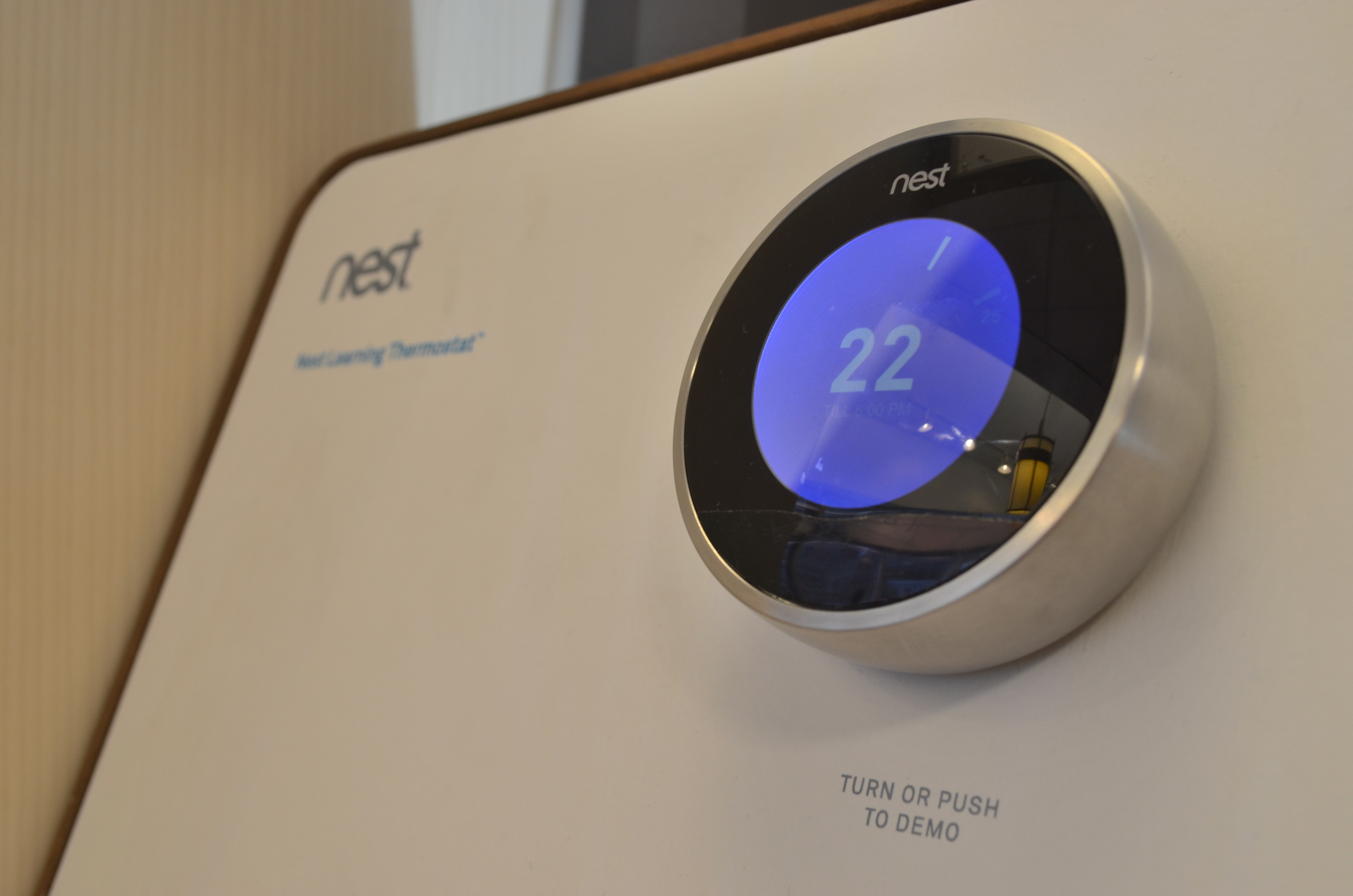

### Nest Protect

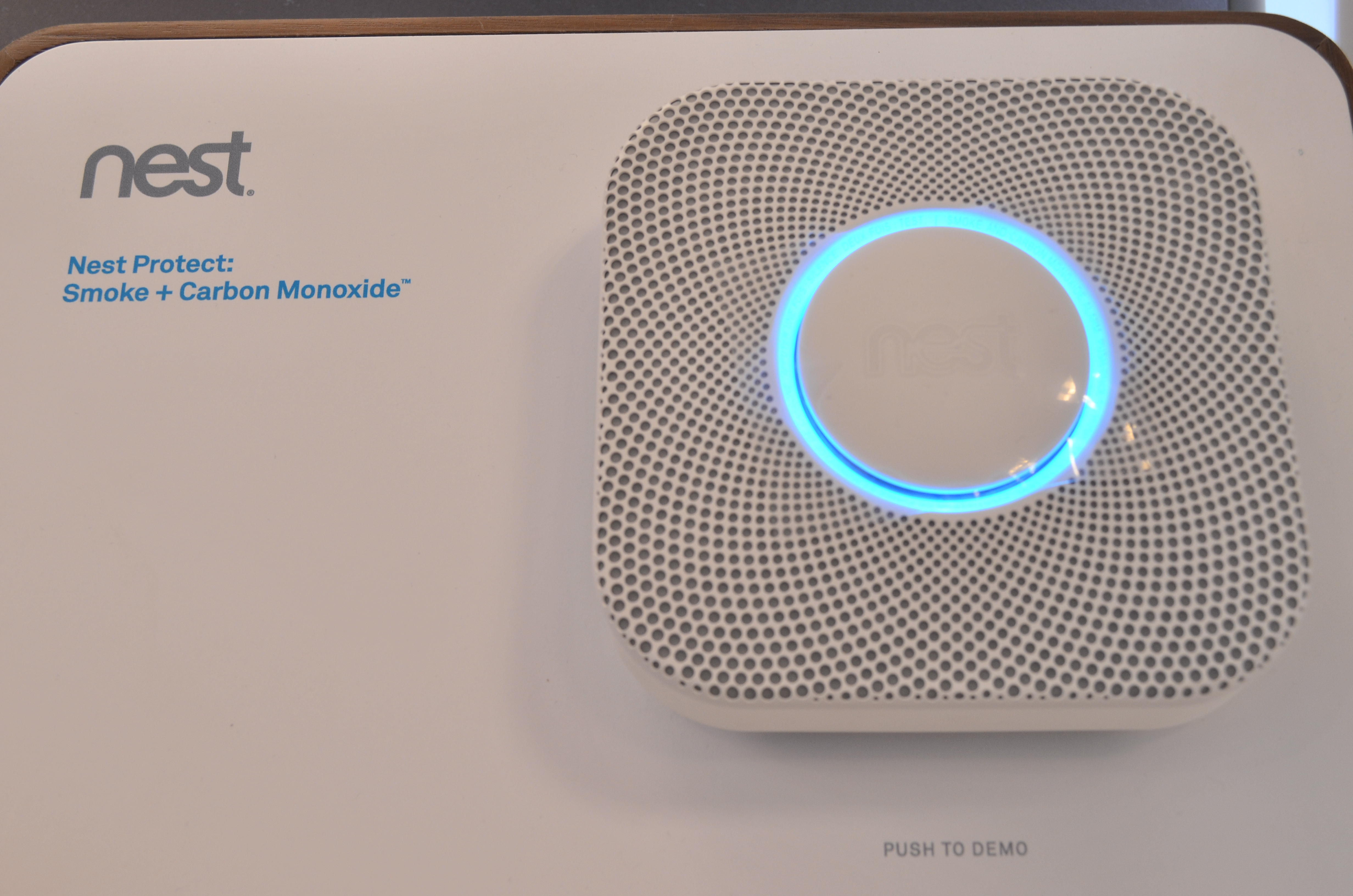
Nest Protect

W październiku 2013 Nest ogłosił swój drugi produkt, Nest Protect detektor dymu i tlenku węgla. Nest Protect jest dostępny zarówno w kolorze czarnym, jak i białym. Nest Protect zawiera wielokolorowy pierścień świetlny, który jest oznaczony kolorami, aby wskazywać różne operacje, na przykład żółty, w celu sygnalizacji wczesnego ostrzegania lub czerwone, jeśli wystąpi alarm. Pierścień posiada również czujnik ruchu, który krótko przemienia kolor na biały, gdy ktoś przechodzi pod, włączając oświetlenie. Funkcja Nest Protect jest włączana głosem i ostrzega o krótkim czasie trwania alarmu. Jest również w stanie komunikować się z Nest Thermostat w celu dostarczenia informacji o funkcji Auto-Away, która jest obecna w domu, a także do wyłączania pieca w przypadku pożaru lub tlenku węgla. Funkcja Nest Protect zawiera kontrowersyjną funkcję Wave Silence, która pozwala zatrzymać alarm z dźwiękiem z falą w przypadku potencjalnego fałszywego alarmu. Jest on dostępny na sprzedaż w Stanach Zjednoczonych, Kanadzie, Wielkiej Brytanii, Belgii, Francji, Irlandii i Holandii.
W dniu 3 kwietnia 2014 r. sprzedaż Nest Protect została zawieszona ze względu na możliwość przypadkowego wyłączenia funkcji alarmowej. 440 000 istniejących jednostek Nest Protect zostało wycofanych z powodu tego problemu. W dniu 21 maja 2014 r. została udostępniona aktualizacja oprogramowania w celu wyeliminowania tej funkcji.

### Nest Cam Indoor
W czerwcu 2014 r. Nest przejął firmę Dropcam, producenta kamer bezpieczeństwa. W czerwcu 2015 r. firma Nest przedstawiła Nest Cam, uaktualnioną i rebrandowaną kamerę bezpieczeństwa opartą na systemie Dropcam. Jej funkcje to rozdzielczość wideo 1080p, obrotowe, magnetyczne podstawki, widzenie w nocy, dwustronne alarmy dźwiękowe i ruchowe oraz opcjonalne usługi Cloud Computing Nest Aware za dodatkową opłatą.
Wiele błędów konstrukcyjnych sprawia, że Dropcam jest podatny na możliwość wyłączenia nagrywania przez każdą osobę trzecią, pozwalając włamywaczom wejść do domu bez bycia nagranym.

### Nest Cam Outdoor
Produkt Nest Cam Outdoor został ogłoszony w lipcu 2016 roku i jest wersją Nest Cam przeznaczoną do monitorowania na zewnątrz. Główne różnice w Nest Cam Indoor są w konstrukcji, która jest odporna na warunki zewnętrzne.